# Santiago Lange
Pour les articles homonymes, voir Lange.
Santiago Lange est un skipper argentin né le 22 septembre 1961 à San Isidro. Il a remporté avec Cecilia Carranza Saroli la médaille d'or du Nacra 17 mixte aux Jeux olympiques d'été de 2016 à Rio de Janeiro.
En juin 2021, il est nommé porte-drapeau de la délégation argentine aux Jeux olympiques d'été de 2020 par le Comité olympique argentin, conjointement avec Cecilia Carranza Saroli.